# 清漳河

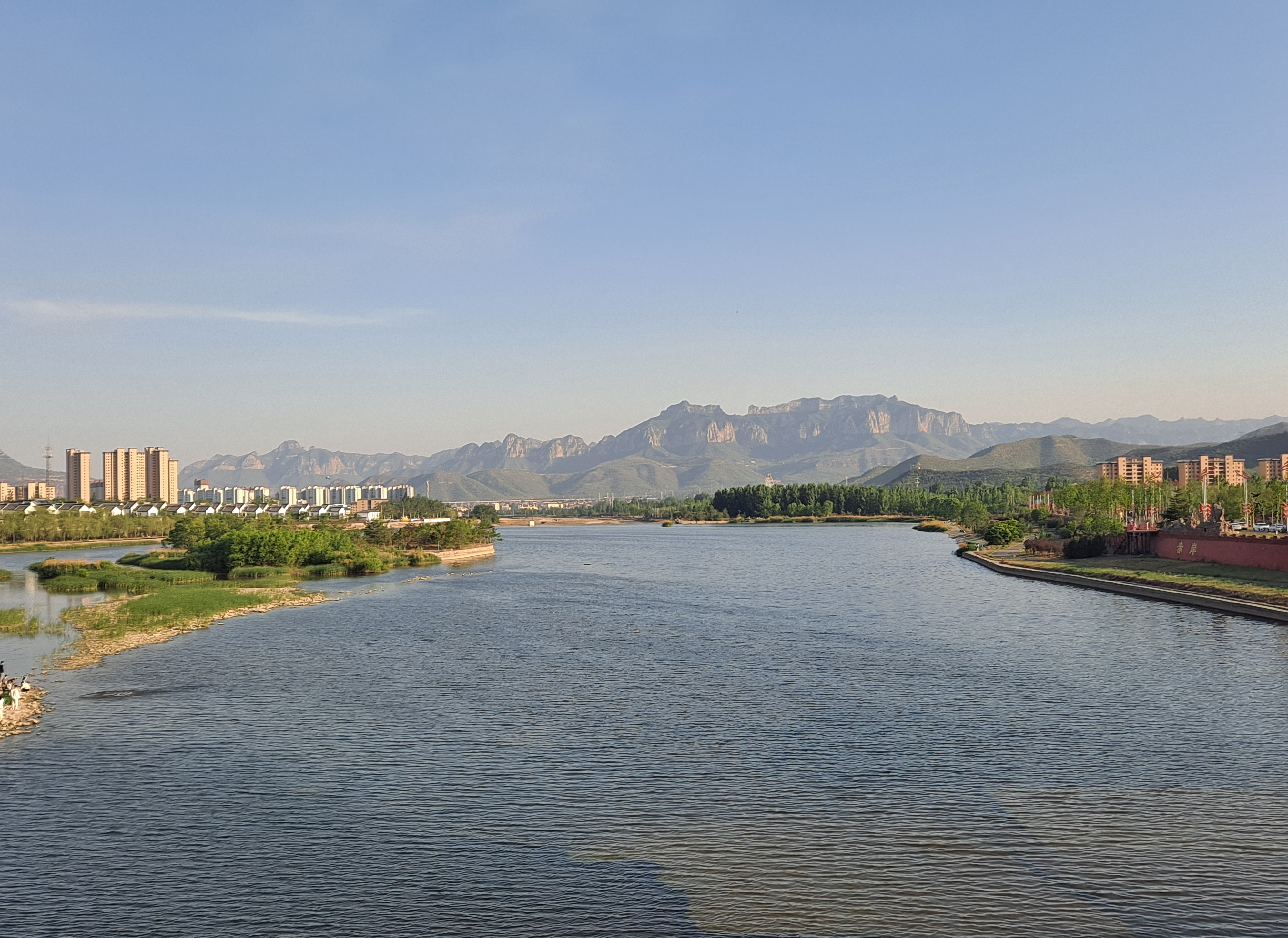
清漳河河北涉县赤水湾段

清漳河位于中国华北地区西南部，是漳河源流之一，因相对于浊漳河而言含沙量小，故名。清漳河有东、西两源，主源为清漳东源，发源于山西省晋中市昔阳县西寨乡红辿村以南的沾岭山，北流至漳漕村东北转南流，于和顺县义兴镇紫罗村转东南流，于松烟镇左纳松烟河后转西南流，流经左权县东南部，于黎城县黄崖洞镇清泉村转东南流，进入河北省邯郸市涉县境内，流经涉县西部地区，最后于合漳乡与浊漳河汇流组成漳河干流。河长146千米，流域面积5339平方千米。河道蜿蜒曲折，河边坡度较陡，沿岸主要为山区，地势险峻，山峦起伏。流域内干旱灾害较为严重。